# Modernizacija
Modernizacija (prema "moderan" od franc. riječi moderne: današnji, suvremen) je skup kompleksnih promjena koje od 16. st. u nejednakoj mjeri i različitim mehanizmima širenja zahvaćaju sva ljudska društva, posebice u Europi. Teorija modernizacije objašnjava globalne procese kojima tradicionalna društva dospijevaju do modernosti. Politička modernizacija obuhvaća razvoj ključnih institucija (političkih stranaka, parlamenata, glasačkih prava) na kojima počiva sudjelovanje u donošenju odluka. Kulturnu modernizaciju obilježavaju tendencije sekularizacije i laicizacije te vezanost za različite ideološke projekte. Ekonomska modernizacija, koja nije isto što i industrijalizacija, povezana je s ekonomskim promjenama, ponajprije s rastućom podjelom rada, korištenjem upravljačkih tehnika, usavršavanjem tehnologije te rastom trgovačkih pogodnosti. Društvena modernizacija uključuje sve veću pismenost, urbanizaciju i opadanje tradicionalnog autoriteta. Te su promjene izraz sve veće društvene i strukturalne diferencijacije.
Modernizacijskoj se teoriji upućuju dva kritička prigovora: 
- moderna se izvodi iz razvoja zapadnih društava te se poistovjećuje s okcidentalizacijom, što znači da se zagovara etnocentrični model razvoja
- modernizacija ne mora nužno dovesti do industrijskog rasta i jednake razdiobe društvene dobrobiti te stoga predstavlja neujednačen proces koji se očituje u nerazvijenosti i zavisnosti.[1]